# تي. باركر
تي. باركر (بالإنجليزية: T. Jefferson Parker) (و. 1953  م) هو كاتب، وروائي، وكاتب سيناريو أمريكي، ولد في لوس أنجلوس.

## التعليم
تعلم في جامعة كاليفورنيا، إرفاين
.

## جوائز
حصل على جوائز منها:

جائزة إدغار